# Treseburg
Treseburg è una frazione della città tedesca di Thale, nel Land della Sassonia-Anhalt.

## Geografia
Treseburg si trova alla confluenza del torrente Luppbode con il fiume Bode nella Bodetal ("Gola del Bode"), a sud-ovest di Thale, a un'altezza media di 270 m sopra NN.
Sotto Treseburg (a valle) si trova la riserva naturale della Bodetal, attraverso la quale si snoda un sentiero pedonale di circa 10 chilometri che conduce a Thale e alla Rosstrappe, una roccia panoramica. Questo sentiero è chiuso durante l'inverno a causa del pericolo di caduta massi. Un altro sentiero conduce attraverso le colline all'Hexentanzplatz, un'altra altura panoramica sulla gola del Bode.

## Storia
Il villaggio deve la sua nascita all'estrazione di ferro e rame tra il XV e il XIX secolo. Fino al 1784 qui venivano assemblate anche le zattere di tronchi prima di essere trasportate lungo la gola fino alla Thaler Hütte, ossia la "fonderia di Thale".
l 19 aprile 1945, questo fu il luogo del massacro di Treseburg, in cui furono catturati e uccisi 9 giovani hitleriani disarmati vicino al villaggio.